# オールディ・イングリッシュ

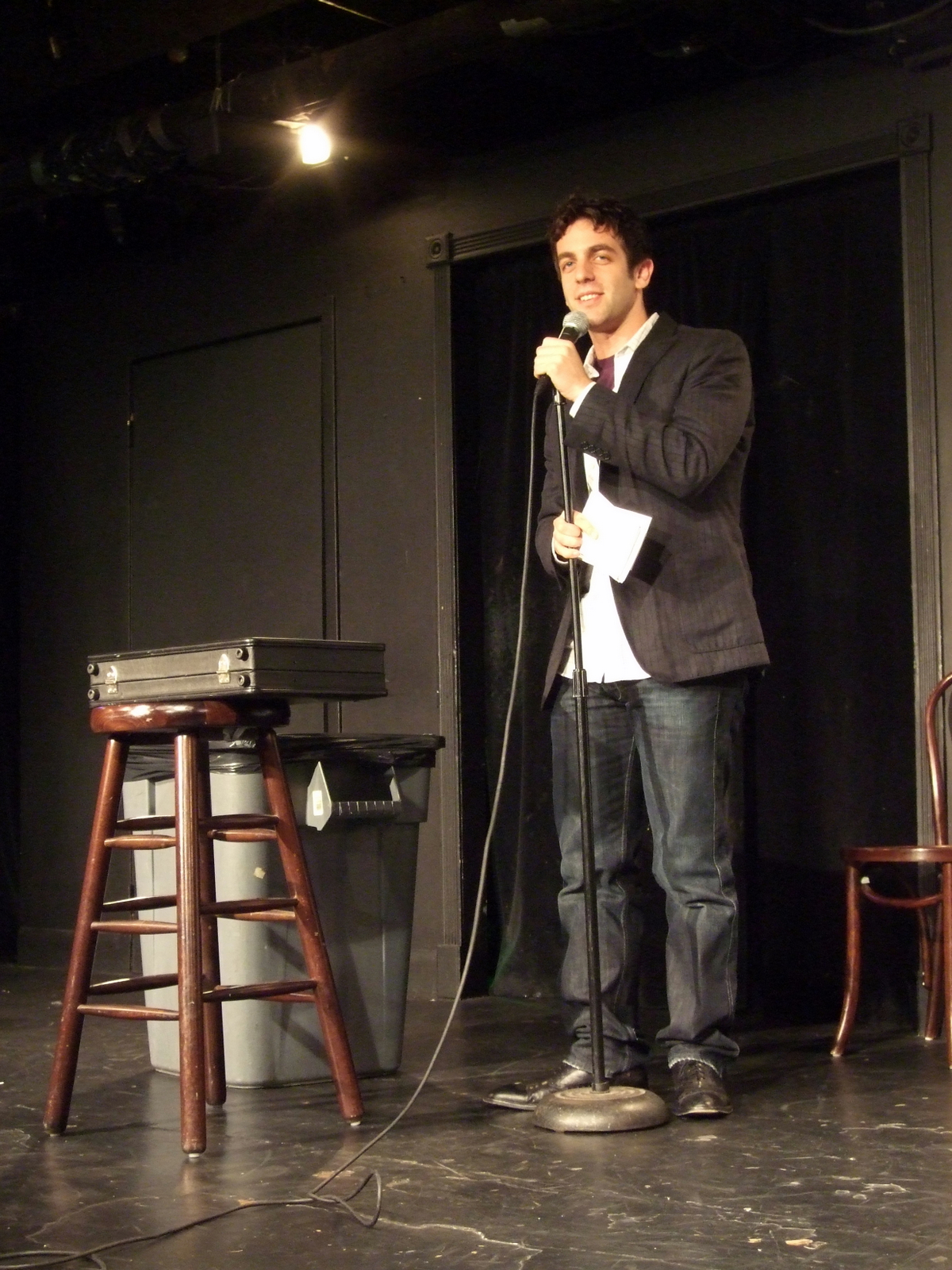
B. J. Novak

オールディ・イングリッシュ (Olde English) は2002年に結成された米国のスケッチ・コメディ集団。このグループはインターネット上でコメディの短編ヴィデオを100本以上発表してきた。近年、彼らは米国中をツアーして回り、2007年には「US・コメディ・アーツ・フェスティバル」で公演を行った。グループの最近のヴィデオはコメディ専門 WEBサイト、「スーパー・デラックスSuper Deluxe」にも投稿されている。

## 経緯
オールディ・イングリッシュはバード・カレッジで結成され、2004年にはインターネット上でヴィデオ"Gym Class" を発表した。これは体育授業で銃の撃ち合いの真似事に熱中する光景を描写したものだった。彼らは2004年8月後半から毎週月曜日に、自分たちのWEBサイトへ新作ヴィデオの投稿を始めた。2004年のうちに、オールディ・イングリッシュは彼ら自身の製作によるDVD、"Gorilla Warfare"を発表している。
現在、グループの成員はアダム・コノーヴァー、ベン・パピック、ラファエル・ボブ＝ワクスバーグ 、デイヴ・シーゲル、ケイレブ・バークである。2006年夏を通して、彼らは新しいスケッチを週4本の割合で作りあげた。
2006年、オールディ・イングリッシュは元メンバー、ジェシー・ノヴァクによるオリジナル曲を取り入れた"One Picture Every Day" と名づけたスケッチを発表した。このスケッチはノア・カリナとジョナサン・ケラーなどによる、インターネット上で話題を振りまいたヴィデオ〔カリナの"everyday" 、ケラーの"Living My Life Faster - 8 years of JK's Daily Photo Project"のこと〕のもじりだった。当のオールディ・イングリッシュのパロディもYouTubeの"featured video"で採り上げられると急速に人気を得て、200万以上も閲覧されるようになった。このヴィデオは、ついにはABCの『グッド・モーニング・アメリカ』で採り上げられ、またマウンテン・デューの広告キャンペーンに使われた。